# 第12飛行師団 (日本軍)
第12飛行師団（だいじゅうにひこうしだん）は、日本陸軍の航空師団の一つ。

## 沿革
1944年（昭和19年）7月、主として北九州地区の防空のため、第19飛行団を改編して編成され、司令部を小月飛行場に置いた。防空に関しては第16方面軍の指揮を受けた。
1944年12月頃からは、来襲するB-29に対して体当たりを行う「回天隊」（参照：震天制空隊）が組織され、迎撃を行った。

## 師団概要
- 司令部通称号：天風1042
- 使用機種：二式複座戦闘機・三式戦闘機・四式戦闘機・一〇〇式司偵（改造機）

### 歴代師団長
- （心得）古屋健三 少将：1944年7月18日 - 1944年9月13日[1]
- （心得）三好康之 少将：1944年9月13日 - 1945年5月16日[2]
- （心得）土生秀治 少将：1945年5月16日 - 終戦[3]

### 参謀長
- 古川一治 大佐：1945年6月10日 - 終戦[4]

### 最終司令部構成
- 参謀長：古川一治大佐
  - 参謀：浜野宗房少佐
  - 参謀：藤林伝吾少佐
- 高級副官：佐本団治中佐
- 兵器部長：田中正夫中佐
- 経理部長：内田誠三主計大佐
- 軍医部長：葛城雷次軍医大佐

### 最終所属部隊
戦闘部隊
- 飛行第4戦隊（二式複戦）：町田久雄少佐
- 飛行第47戦隊（戦闘）：奥田暢少佐
- 飛行第71戦隊（四式戦）：綾部逸雄少佐

飛行場部隊
- 第51航空地区司令部：大藪直一郎中佐 
  - 第4飛行場大隊：福島勲少佐 　 　
  - 第64飛行場大隊：
  - 第65飛行場大隊：中尾秋男大尉 　 　   　  　
  - 第193飛行場大隊：細田政喜大尉
  - 第194飛行場大隊：裏出正雄大尉
  - 第235飛行場大隊：宮本広大尉
  - 第236飛行場大隊：山口留夫大尉
  - 第248飛行場大隊：須鎗哲太少佐

通信関連部隊
- 第1航空通信司令部：三木勝一大佐
  - 第18航空通信連隊：平山弥市中佐
  - 第19航空通信連隊：野辺田義夫大佐